# Scea superba
Scea superba là một loài bướm đêm thuộc họ Notodontidae. Nó được tìm thấy ở Nam Mỹ, bao gồm Ecuador.
Ấu trùng ăn Passiflora manicata.